# Centri commerciali (singolo)
Centri commerciali è un singolo del rapper e cantautore italiano Dargen D'Amico, pubblicato il 20 giugno 2025.

## Descrizione
Il brano, scritto dallo stesso artista, è prodotto da Pietro Bagni, in arte Vago XVII, e si ispira agli omonimi complessi edilizi.

## Video musicale
Il video musicale, diretto da Matteo Colombo, in arte Colomovie, è stato pubblicato in concomitanza all'uscita del brano attraverso il canale YouTube del rapper.

## Tracce
Testi di Jacopo Matteo Luca D'Amico, musiche di Edwyn Clark Roberts e Pietro Bagni.
1. Centri commerciali – 3:37